# Marc-Henry Soulet
 (février 2015).
Pour les articles homonymes, voir Soulet.
Marc-Henry Soulet, né le 30 mai 1953 à Verrières, dans le département de l’Orne en  France, est un sociologue français dont les contributions ont concerné la logique de la recherche et de la découverte en sciences sociales et, surtout, l’étude de la « non-intégration », de l'exclusion sociale, de la vulnérabilité et du discrédit identitaire des individus, et l’analyse des mécanismes du travail social et des autres formes d'intervention sociale, y compris du rôle de l'État dans ce domaine.

## Biographie
Né le 30 mai 1953 à Verrières, dans le département de l’Orne en  France, Marc-Henry Soulet a d’abord enseigné à l'université de Caen. Il a également enseigné à l’Université de Sherbrooke (1980 et 1981), à la Faculty of Arts de Colby College à Waterville, États-Unis (1982 à 1986), à l'Université de Zulia, Venezuela (1988 et 1989), à l'Université de Toulouse-Le Mirail (2000), à l'Université de Łódź (2000), à l'Université de Catane (2004) et à l'Université de Louvain-la-Neuve (2005).
En 2013, il est professeur de sociologie à l'Université de Fribourg en Suisse, où il est titulaire de la Chaire Sociologie, politiques sociales et travail social, président du Domaine Sociologie, politiques sociales et travail social et doyen de la Faculté des lettres.
Il est directeur des collections « Res Socialis » et « Lectures du social » de l’Academic Press Fribourg où il a coordonné la publication de nombreux ouvrages sur les problèmes sociaux et l’intervention sociale.
Il est secrétaire général de l'Association internationale des sociologues de langue française et membre de plusieurs comités scientifiques (HES-SO de Lausanne, Université catholique de Lisbonne, Université Nouvelle de Lisbonne). Il est rédacteur en chef de SociologieS, la revue en ligne de l'Association internationale des sociologues de langue française,,.

## Premiers travaux
Ses travaux à l'université de Caen porteront d'abord sur divers sujets de sociologie : les résidents en foyer de jeunes travailleurs dans la région de Caen, les identités collectives, les rapports de sociabilité et la résistance au changement dans les sociétés paysannes, la marginalité ou les intellectuels québécois. En 1993 il copublie avec Vivianne Châtel une étude sur la culture étudiante qui montre l’hétérogénéité des pratiques culturelles des étudiants, avec la « présence simultanée au sein de l’univers estudiantin d’espaces sociaux et culturels hétéroclites, générateurs de pratiques disparates et supportés par des valeurs pour partie divergentes, au sein desquelles les individus se meuvent successivement ou même simultanément ».

## Logique de la recherche et de la découverte en sciences sociales
Ses travaux portent également sur la recherche qualitative en sociologie. Il produit avec Richard Lefrançois un ouvrage sur « Le système de la recherche sociale » en 1983, et, avec Robert Castel, une étude sur la structuration d'un milieu de recherche en 1985. Il étudie l’émiettement des recherches sociales, le statut de la recherche sociale . En 1999, il traduit l'ouvrage de Joseph A. Maxwell « La modélisation de la recherche qualitative ». En 2004, il traduit et édite l’ouvrage de Anselm Strauss et Juliet Corbin, « Les fondements de la recherche qualitative ».
En 2006, il traduit l’ouvrage de Howard Becker, « Le travail sociologique. Théorie et substance ». Il compare la « réflexivité narrative » de Becker à celle du « détective dans le roman à énigme où l’histoire du crime et l’histoire de l’enquête sont disjointes pour mieux éclairer l’une par l’autre ».
Il s’intéresse au rôle de l’intuition raisonnée en sciences sociales : dans la lignée de Carlo Ginzburg, qui plaidait pour une « science indiciaire », il propose un « triangle magique de la découverte en sciences sociales » comprenant l’« observation indiciaire », l’« expérimentation logique » et l’« imagination réaliste » .
Il s'intéresse enfin aux dilemmes éthiques et aux enjeux scientifiques dans l'enquête de terrain.
En 2010, il traduit l’ouvrage de Barney Glaser et Anselm Strauss « La découverte de la théorie ancrée », théorie qui l'amène à se pencher sur le problème de l’interprétation en recherche sociale  et sur les qualités requises du chercheur en recherche qualitative, notamment l’« imagination réaliste » et la pratique de la « comparaison-découverte ». Soulet compare le chercheur qualitatif à l’alpiniste qui doit sans cesse assurer ses prises, en lâcher une pour en chercher une nouvelle, la tester, se hisser un peu, et recommencer encore et encore. Le chercheur doit être « réalistement imaginatif », naviguant à la frontière floue entre l'interprétation, respectueuse des données et fidèle au réel investigué, et la sur-interprétation, qui est abus et forçage des données. De plus, s’il n’est pas tombé, l’alpiniste atteint le sommet ; mais pour le chercheur en sciences sociales, il reste à faire reconnaître la plausibilité du résultat obtenu. Il lui faut alors se comporter comme le joueur de puzzle, testant les possibilités d'agencement des pièces par « comparaison-découverte ».

## Exclusion sociale, vulnérabilité et travail social
Mais ses recherches porteront surtout, et à la fois, sur :
- l'exclusion sociale (ou la «non-intégration »), la vulnérabilité des individus, les « identités discréditées », le chômage, etc. et
- les actions dans ce domaine - le travail social et les autres formes d'intervention sociale, dont les efforts de formation, ce qui le conduira à poser le problème du rôle de l'État dans le domaine social.

### Non-intégration, exclusion, chômage et dépendances
En 1989, il coédite un ouvrage sur l'« éclatement du social ».
À la suite d'un cycle de conférences publiques à l'Université de Fribourg en 1992-1993, il publiera en 1994 un ouvrage sur la « non-intégration », qu'il considère être « la question sociale de cette fin de siècle ».
Il s'intéressera aux liens sociaux et les solidarités, notamment les solidarités familiales, aux chômeurs, au travail « question sociale de cette fin de siècle », à l'exclusion et aux parcours d’exclusion, aux inégalités, à la souffrance sociale et à la dépendance aux drogues.

### Travail social face à la vulnérabilité et à l'exclusion
Un thème récurrent de Marc-Henry Soulet est le couple que forment l'exclusion et la vulnérabilité. Pour lui, le concept de vulnérabilité s’est progressivement substitué à celui d’exclusion, qui servait à rendre compte des phénomènes contemporains de fragilisation et de mise à la marge sociale. L’action publique ne doit pas se contenter de mesures pour les exclus, ou « s’occuper des malades », mais aussi de prévenir l’exclusion parmi les personnes vulnérables, « soigner les bien portants ». Elle doit empêcher les exclus de sombrer plus encore et les aider à « s’en sortir », mais aussi à réduire leur vulnérabilité pour éviter qu’ils ne retombent dans l’exclusion. Ceci l'amène à analyser la nature du travail social en général, les fondements de l'intervention sociale, les relations entre 
la solidarité et l’action publique et même la question de la « solidarité planétaire ».

### Cadre d’action pour le travail social: l’«agir poïétique»
Le travailleur social est confronté à des personnes dont la logique est parfois déroutante (l'individu qui se sait dangereux fait peur aux autres pour les éloigner et les mettre hors de danger), parfois absente (comportement d'autodestruction), presque toujours imprévisible (l'individu fait ou ne fait pas ce qu'il s'est promis de faire). L’un des apports de Marc-Henry Soulet est le développement d’une typologie de cadres d’action, avec trois cadres typiques :
- L’« agir conforme », quand on a la certitude que l’avenir est stable et prévisible, et qu’on peut se fier à l’« institution totale » : l’action suppose de suivre ses certitudes.
- L’ « agir stratégique », quand l’avenir est relativement incertain, et qu’on peut faire (plus ou moins) confiance à l’« institution instituante » : l’action suppose de jouer avec le risque pour tenter de le contrôler.
- L’« action poïétique », quand  on a la certitude que tout est incertain, qu’il vaut mieux se méfier de l’« institution incertaine » : l’action suppose de réduire l’incertitude[38].

Selon lui, l’action poïétique se caractérise par :
- Un déficit de régulation : les règles du jeu ne sont pas claires, les normes sociales ne sont pas cohérentes.
- Une impossibilité à projeter : les individus ont du mal à – ou ne peuvent pas – construire des projections, développer des stratégies, définir des buts précis.
- Une imprévisibilité des effets de l'action engagée.
- Un problème d'appréciation de l'adéquation des ressources à la situation : vu l’incertitude concernant le futur, l’imprévisibilité des résultats, il est difficile d’évaluer les moyens à mettre en œuvre.

La mise en œuvre d’actions poïétiques implique :
- Une construction simultanée des buts et des ressources en cours d'action.
- Une fondation des formes et des principes de légitimation en cours d'action.
- Une démultiplication de la part de l'acteur par exacerbation de sa dimension actionniste
- Une validation mutuelle des actions posées reposant sur des appareils de conversation.

### Solidarité de responsabilisation
Pour Soulet, les pays développés sont progressivement passés de l’État-providence « versant catégoriellement des prestations à des populations-cible dans l'indistinction des situations particulières », à un État régi par une « solidarité de responsabilisation » qui « donne à chacun les moyens spécifiques qui lui sont nécessaires pour faire face aux aléas de son existence et pour reprendre place au sein de la société », mais « donnant-donnant » : chacun étant responsable et devant « y mettre du sien pour y parvenir ». L’approche est similaire à celle de l’« État social actif » régi par le « solidarisme responsabiliste » de Christian Arnsperger  ou l’État responsabilisant (« enabling state ») de Neil Gilbert. Dans chaque cas, « le principe de responsabilité des individus envers la société s’est substitué au principe de solidarité de la société envers ses membres ».

### Changer de vie, changer sa vie
Pour la personne en difficulté sociale, le problème est de « faire face » et de « s'en sortir ». Il est devenu clair pour Soulet que, au niveau individuel, les politiques sociales doivent s'adapter à chaque parcours de vie. Sortir un toxicomane de sa dépendance, c'est « changer sa vie », mais que signifie « changer sa vie » pour le toxicomane ?.
Plus généralement, que signifie « changer de vie » ? quels sont les processus engagés, quelles sont les propriétés des transitions de statut ?